# Oyunsuren Chuluun
Oyunsuren «Oyuka» Chuluun (née le 30 mars 1989) est une archère mongole.

## Biographie
Oyunsuren Chuluun commence le tir à l'arc en 2006. Elle commence sa carrière internationale en 2010. Son premier podium continental est en 2011, alors qu'elle remporte l'argent à l'épreuve par équipe femmes de l'arc classique.

## Palmarès
- Championnats d'Asie[1]
  -  Médaille d'argent à l'épreuve par équipe femmes aux championnats d'Asie 2011 à Téhéran.